# Mireia Comas
Mireia Comas (Andorra la Vella, 1976) és una fotògrafa i fotoperiodista catalana d'origen andorrà.

## Trajectòria
Nascuda a Andorra la Vella, quan tenia 2 anys la seva família es va establir a Terrassa. Entre els 6 i els 21 anys va ser membre dels Minyons de Terrassa. Interessada per la fotografia, es va formar a l'Institut d'Estudis Fotogràfics de Catalunya i va completar els estudis amb alguns cursos d'especialització i un postgrau a la Universitat Autònoma de Barcelona. S'ha especialitzat en fotografies de moviments socials i d'esdeveniments castellers.
Els anys 1990 va començar a documentar diversos moviments socials, especialment el moviment ocupa, així com intervencions policials durant manifestacions, fet pel qual va ser detinguda en diverses ocasions i va ser víctima d'abusos policials.
Com a fotoperiodista, ha publicat fotografies a mitjans com La Vanguardia, El Periódico, el Diari Ara, El País, el Diari de Terrassa o el Diari de Sabadell, entre d'altres. El 2018, una fotografia seva de dos castellers homes fent-se un petó es va fer viral a les xarxes socials i es va veure des de tot el món. A data de 2020, combinava la fotografia d'estudi amb encàrrecs per a mitjans de comunicació. És mare de tres fills.
A l'octubre de 2020 fou detinguda mentre documentava un desnonament al barri de Can Palet de Terrassa. Alliberada hores després, el jutge li demanà un any de presó i una multa de 170 euros, acusada d'un delicte d'atemptat contra l'autoritat. Comas negà els fets.

## Publicacions
- 2016 – Els castells no són de princeses[1]

## Premis
El desembre del 2021 la Mireia Comas, juntament amb tots els professionals de la comunicació que han patit la llei mordassa, va ser guardonada amb el Premi Llibertat d'Expressió de la Unió de Periodistes Valencians, guardó que recollí ella en representació de tots.